# Пиллингуемость
Пиллингуемость — это процесс образования пиллей (катышков), то есть свойство нитей ткани, в ходе эксплуатации которых часть волокон регулярно выпадает и переплетается, образуя комочки.
В промышленных масштабах, чтобы уменьшить пиллингуемость материала, прибегают к следующим мерам:
- Выпуск профилированных синтетических волокон, имеющих поперечное сечение в виде прямоугольника, треугольника, звездочки;
- Увеличение длины, крутки или плотности волокон;
- Специальная обработка ткани, например, термофиксация ткани из синтетических волокон.

Пиллингуемость или непиллингуемость ткани начинается с момента производства полотна и происходит в процессе изготовления материала, дальнейшем пошиве изделия, в ходе эксплуатации и во время ухода за ним (стирке, сушке, глажке).
На степень пиллингуемости влияет состав волокна, строение и степень кручения нитей, а также плотность, структура, отделка и обработка ткани. Чем качественнее и чище волокно, тем пиллингуемость ниже.
Пилли (катышки) образуются на:
- Малоплотных тканях,
- Тканях со слабой скруткой,
- Трикотажных тканях,
- Материалах с тонкими волокнами,
- Синтетических изделиях,
- Смесовых материалах.

К вышеперечисленным тканям с большей пиллингуемостью можно отнести:
- Синтетические: полиэстер, эластан, полиамид.
- Смешанные ткани: поликоттон, трикотаж.